# Lúrio
Lúrio – rzeka w północnym Mozambiku. Liczy 620 kilometrów długości. Wypływa na wschód od jeziora Chilwa niedaleko Molumbo. Przy ujściu do Oceanu Indyjskiego (zatoki Lúrio) tworzy estuarium. Jest rzeką nieżeglowną.